# Agitate (7ORDERの曲)
「agitate」（アジテイト）は、7ORDERの楽曲。同グループの配信シングルとして、2021年11月26日に発売された。

## リリース
元々はセカンドアルバム「Re:ally?」のリードトラックであったが、先行でシングルカットされた。デジタルシングルとなる際に、新たにジャケット写真を作成、B面に「agitate (Instrumental)」が追加された。制作に関わった井手コウジは以前から7ORDERのメンバーの阿部顕嵐、安井謙太郎と親交があり、このコラボに至った。また阿部は「agitate」には言葉には出来ない不思議な空気感があると語っており、今回のアルバム楽曲の中で一番好きだと述べている。

## 収録内容
1. 「agitate」 – 4:09
作詞・作曲：井手コウジ
2. 「agitate (Instrumental)」 – 4:09
作曲：井手コウジ